# 仇鸿

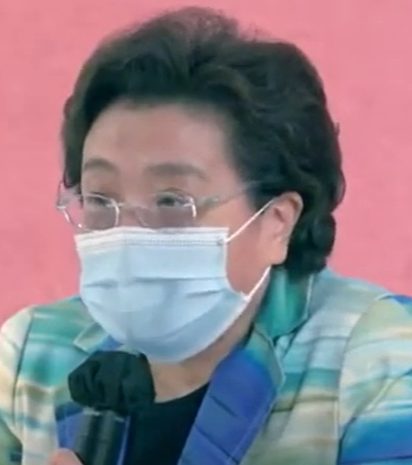
仇鸿

仇鸿（1961年3月—），江苏南京人，女，汉族，中华人民共和国政治人物，中国共产党党员。英国里兹大学语言学专业硕士研究生毕业。前香港中聯辦副主任。

## 生平
1983年，起在北京外国语学院英语系工作。1992年起，在中华人民共和国经贸部、中华人民共和国外经贸部欧洲司、办公厅工作。1998年起，在中华人民共和国国务院办公厅工作。1999年，任国务院办公厅副司级干部。2003年，任国务院办公厅正司级干部。2008年3月，任中华人民共和国商务部部长助理、党组成员。曾长期担任原政治局委员、国务院副总理吴仪的秘书。
2013年6月，任中央人民政府驻澳门特别行政区联络办公室副主任。2014年8月，任中央人民政府驻香港特别行政区联络办公室副主任。

## 家庭
- 丈夫：刘德，曾任中华人民共和国公安部党委委员、副部长。